# Atorvastatin

Strukturformel

Atorvastatin tillhör en grupp läkemedel som kallas statiner och som reglerar lipider (fett).
Atorvastatin används vid behandling av förhöjda blodfetter s.k. kolesterol och triglycerider när effekten av förändrad livsföring och diet är otillräcklig.
Atorvastatin används för att förebygga hjärtsjukdom, om det föreligger förhöjd risk att drabbas av till exempel hjärtinfarkt eller slaganfall.